# فانتوم: ريكوييم فور ذا فانتوم
فانتوم: ريكوييم فور ذا فانتوم (باليابانية: ファントム ファントム・オブ・インフェルノ، بالروماجي:  Funtomu funtomu • Obu • inferuno) (بالإنجليزية: Phantom ~Requiem for the Phantom~)‏ هي رواية مرئية يابانية للبالغين تم تطويرها من قبل شركة نيترو+،
أقتبست إلى أوفا، عرضت فبراير عام 2004، وتكونت من 3 حلقات، أنتجت ألى أنمي تلفزيوني من إنتاج استوديو بي تراين، عرض في 2 أبريل عام 2009، وانتهى عرضه في 24 سبتمبر عام 2009، وتكون من 26 حلقة. 

## القصة
تدور أحداث القصة في أمريكا حيث توجد منظمة أسمها إنفرنو وتعني الجحيم، تستخدم هذه المنظمة مجموعة من القتلة لمصالحها ومن أعمالها المتاجرة بالمخدرات وتحاول الاستحواذ على أراضي الغير وإن لم تفلح المفاوضات مع الشخص المالك يستخدمون حل آخر وهو التهديد بالقتل أو بدون التهديد يقتلون المالك مباشرة، والتابع الأعظم لهذه المنظمة القاتل فانتوم حيث له أمكانيات وقدرات تختلف عن القتلة المأجورين ويعتبر القاتل الأول في منظمة إنفرنو.

## الشخصيات
زوي (ريجي آزوما) (باليابانية: ツヴァイ، بالروماجي: tsuvuai)
مؤدي الصوت: تاكاهيرو ساكوراي (أوفا)
 ميو إيرينو (أنمي)
آين (إيرين) (باليابانية: アイン، بالروماجي: ain)
مؤدية الصوت: أومي مينامي (أوفا)
أياهي تاكاغاكي (أنمي)
كلوديا ماكانين (باليابانية: クロウディア・マッキェネン، بالروماجي: Kurōdia makkyenen)
مؤدية الصوت: كيكوكو إينوي (أوفا)
 أيا هيساكاوا (أنمي)
ليزي غارلاند (باليابانية: リズィ・ガーランド، بالروماجي:  Rizui gārando)
مؤدية الصوت: أي أوريكاسا (أوفا)
 أكينو واتانابي (أنمي)
سايث ماستر (باليابانية: サイス マスター، بالروماجي: Saisu masutā)
مؤدي الصوت: كازوهيرو ناكاتا (أوفا)
إيشين تشيبا(أنمي)
أيزاك وايزميل (باليابانية: アイザック・ワイズメル، بالروماجي: Aizakku waizumeru)
مؤدي الصوت: هيديو إيشيكاوا
ريموند ماغواير (باليابانية: レイモンド・マグワイヤ، بالروماجي: Reimondo maguwaiya)
مؤدي الصوت: شو هايامي (أوفا)
سسمو تشيبا (أنمي)
ميو فوجييدا (باليابانية: みお ふじえだ، بالروماجي: Mio Fujieda)
مؤدية الصوت: آمي كوشيميزو
دراي (كال ديفنز) (باليابانية: ドライ، بالروماجي: Dorai)
مؤدية الصوت: ميوكي ساواشيرو

## وصلات خارجية
- Official PS2 game site (باليابانية)
- Official Xbox 360 game site (باليابانية)
- موقع الأنمي الرسمي (باليابانية)
- FUNimation Official Episode Streaming Page
- فانتوم: ريكوييم فور ذا فانتوم عند فنميشن
- فانتوم: ريكوييم فور ذا فانتوم على قاعدة بيانات الأفلام على الإنترنت